# Лісова пісня (парк, Черкаси)
Лісова пісня — парк-пам'ятка садово-паркового мистецтва місцевого значення в Україні. Розташовано в м. Черкаси.

## Опис
Статус парку надано рішенням Черкаської міської ради в жовтні 2018 року. Як об'єкт природно-заповідного фонду створено рішенням Черкаської обласної ради від 05.03.2019 року № 29-48/VII.
Парк площею 6,3 га розташований в районі вул. Лісова Просіка та автодороги Н-16. Метою створення та функціонування парку є збереження цінних природних комплексів міста. Територія має історичну, природоохоронну, наукову та естетичну цінність: вдале поєднання відкритих галявин з посадками дерев хвойних та листяних порід, трав'яним покровом злакових трав, органічно вписані в загальний природний ландшафт. На території парку зростають хвойні та листяні дерева: сосна, черемха, дуб звичайний, дика груша, акація, липа, шовковиця, глід, клен. Дерева знаходяться в задовільному стані, подекуди потребують санітарної обрізки.

## Галерея

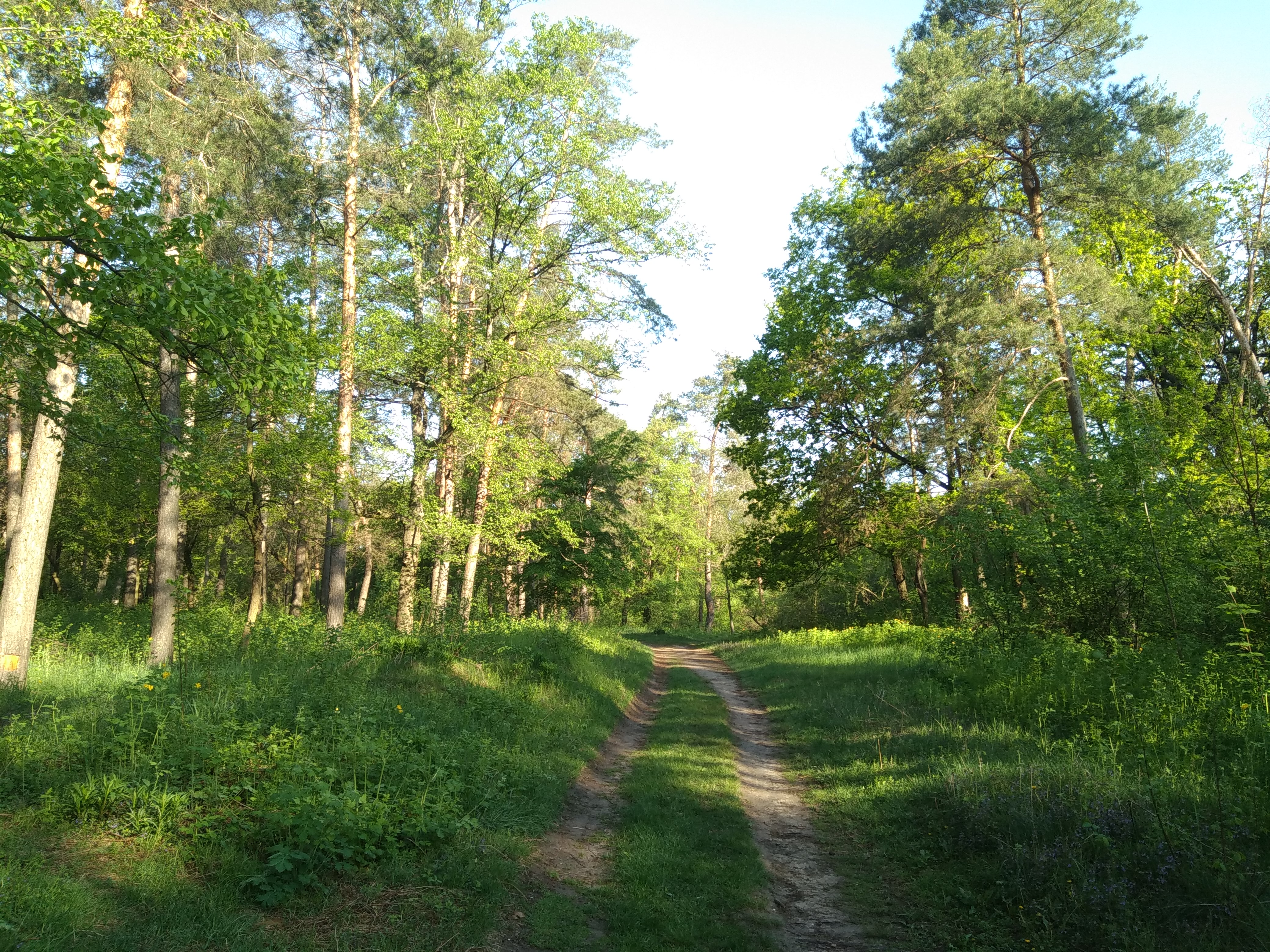
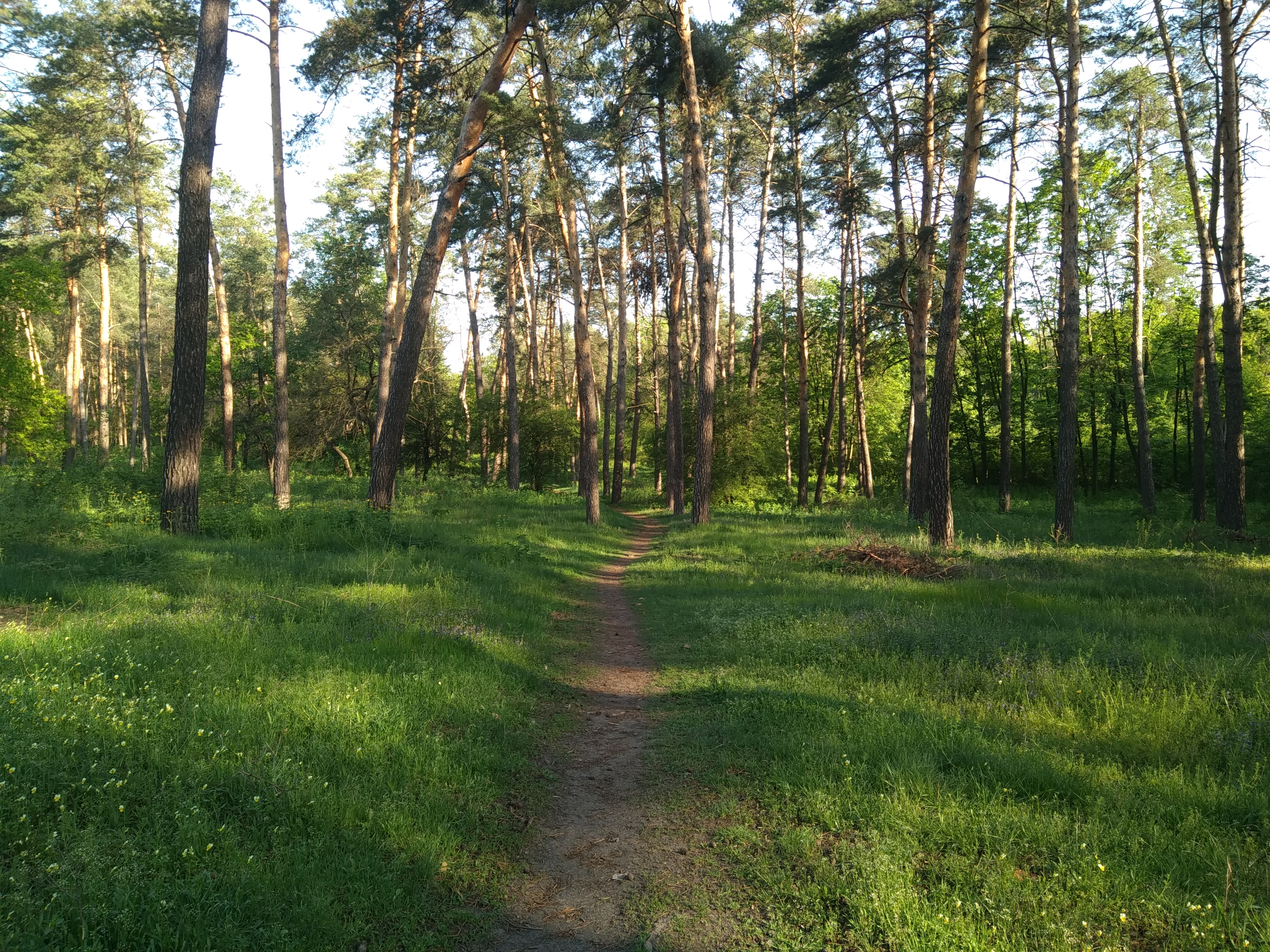
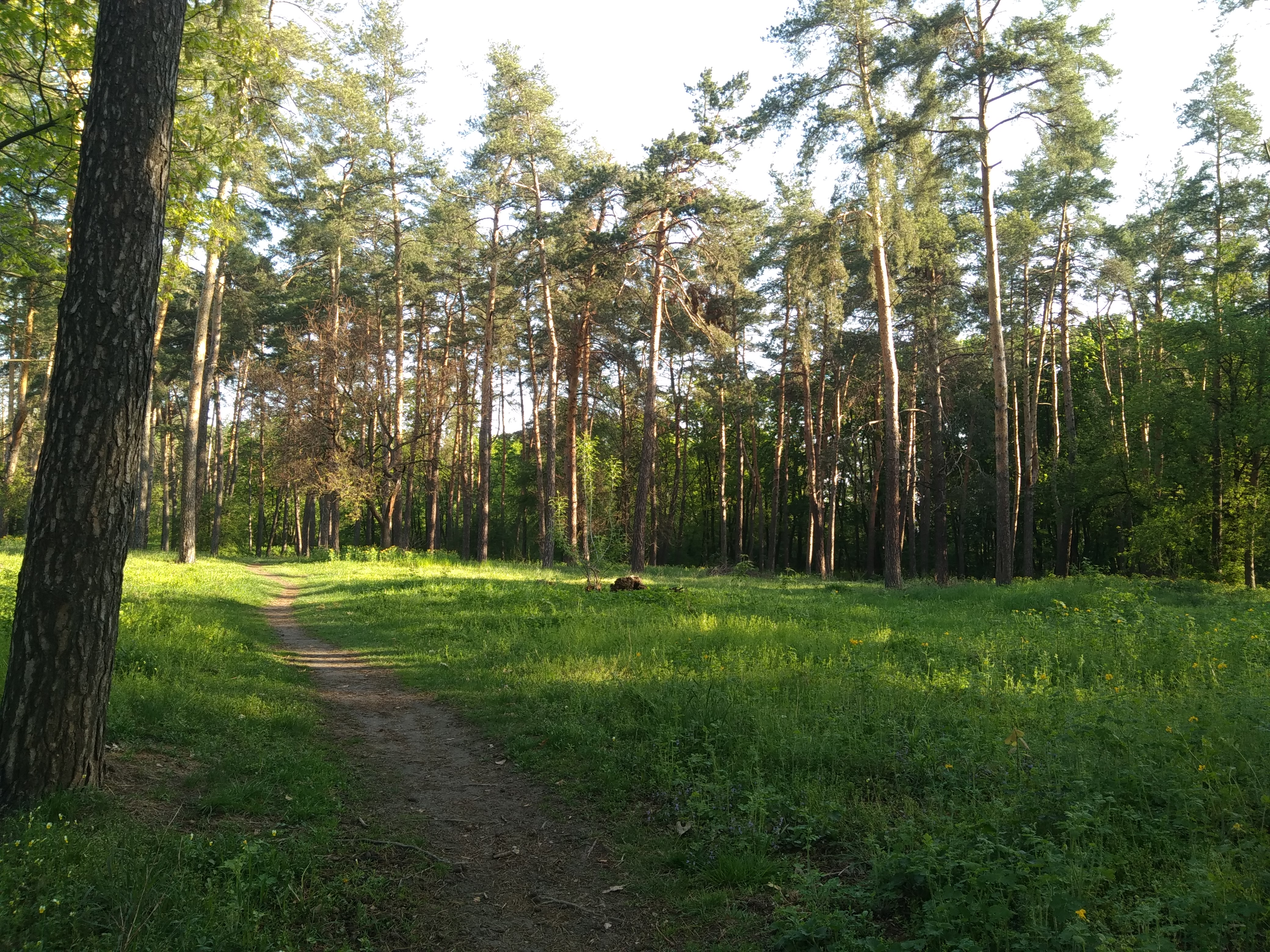
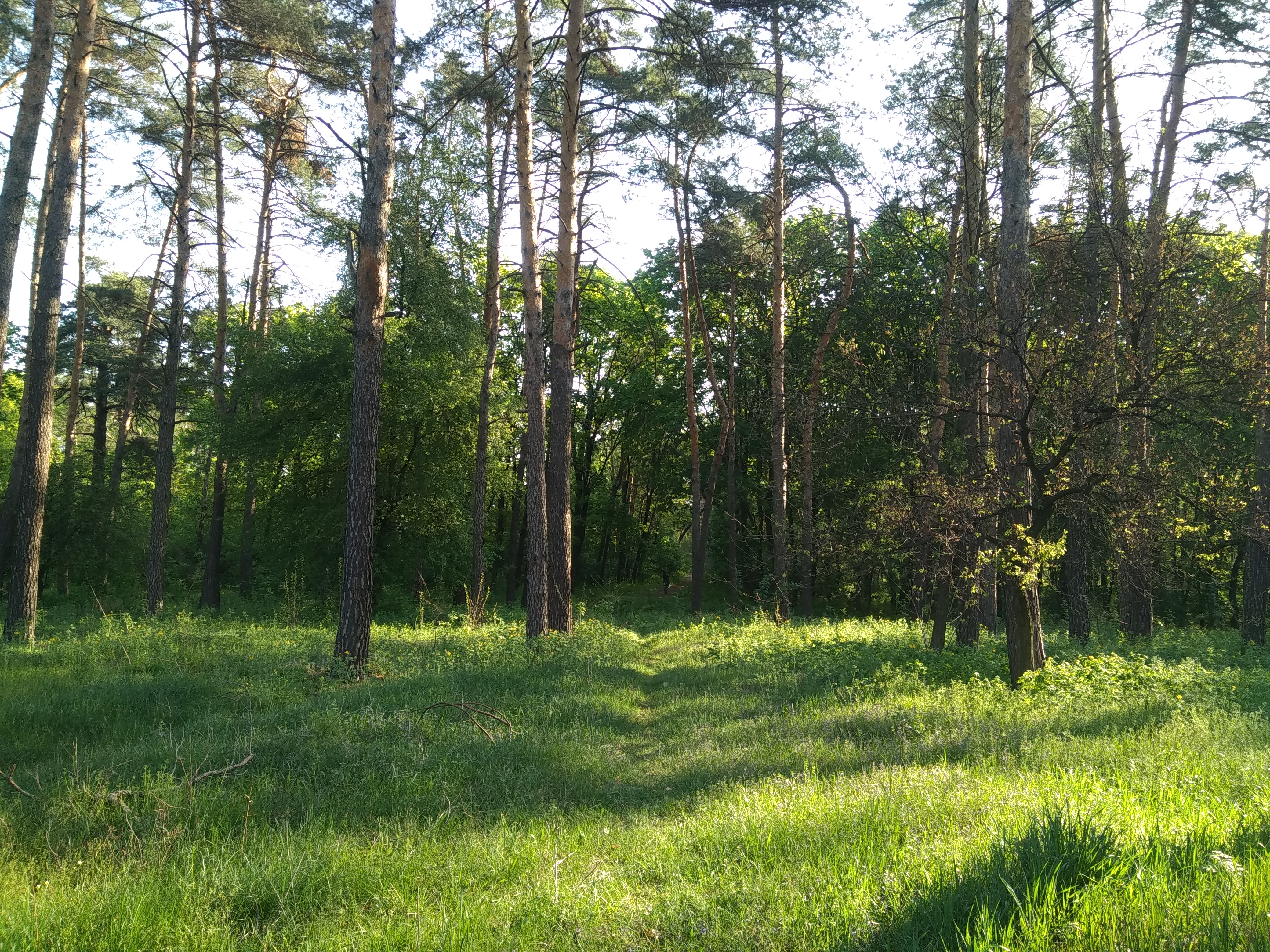
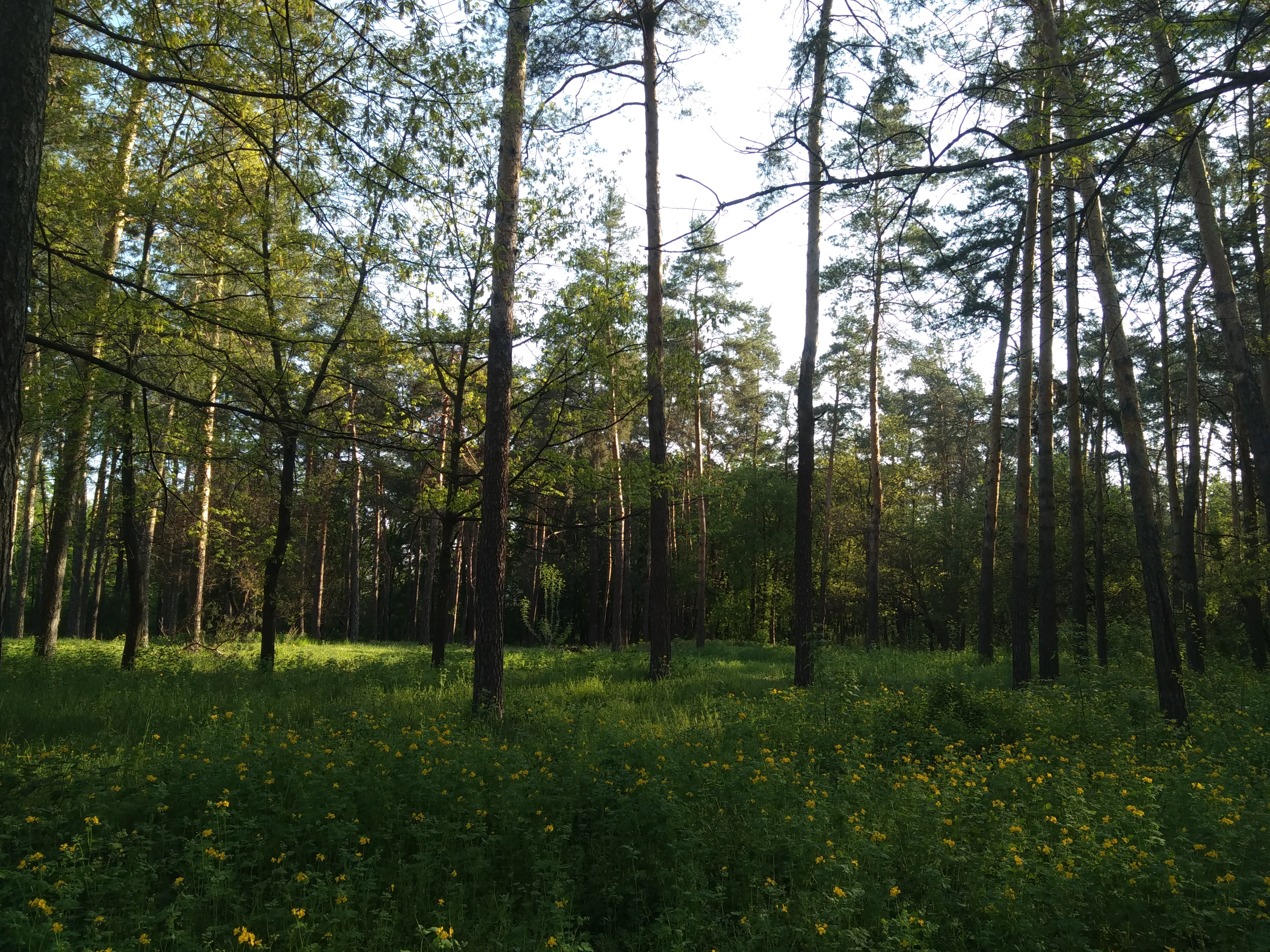
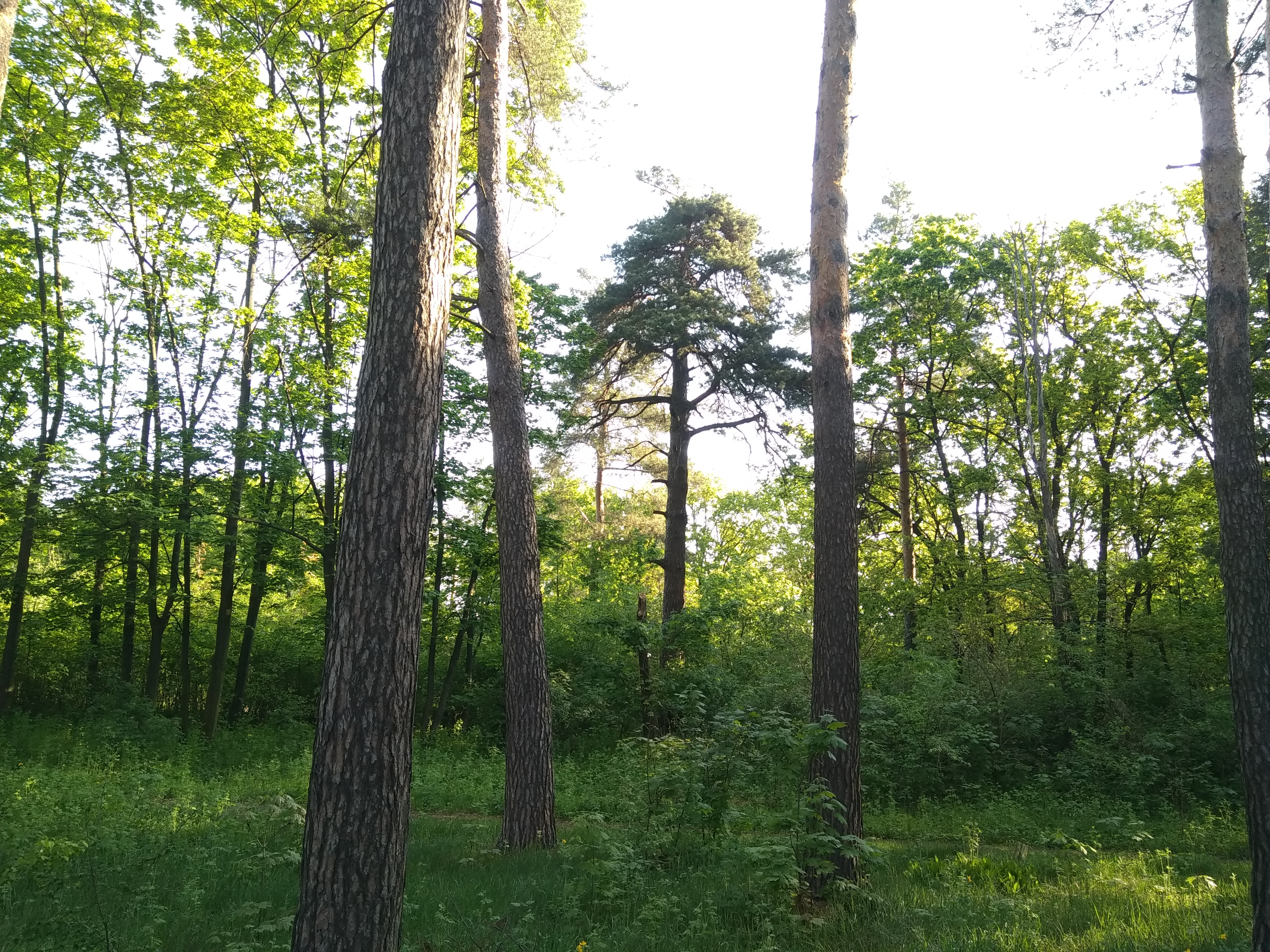